# عاشقانه سه امپراطوری
افسانه سه برادر (به چینی: 三国 演义; Sānguóyănyì؛ به ژاپنی: 最強武将伝 三国演義; Saikyō bushō-den sangokuengi) با نام اصلی؛ عاشقانه سه امپراطوری (به چینی: 三国 演义 Sānguóyănyì ؛ به ژاپنی: 最強 武将 伝 三国 演義 Saikyō bushō-den sangokuengi) یک مجموعه انیمهٔ تلویزیونی محصول سال ۲۰۰۹ است که با همکاری دو شرکت؛ بیجینگ هویووان چین (Beijing Huihuang) و فیوچر پلنت ژاپن (Future Planet) تولید شده‌است. از آوریل ۲۰۱۰ در ژاپن پخش شد. این مجموعه بر اساس رمانی کلاسیک به همین نام (داستان عاشقانه سه پادشاهی) متعلق به قرن ۱۴ و نویسندگی لو گوان‌ژونگ (Luo Guanzhong)، ساخته شده‌است.

## تاریخچهٔ پخش
فیلم‌برداری مجموعهٔ عاشقانهٔ سه امپراطوری در سال ۲۰۰۸ انجام‌گرفت. زمان هر قسمت حدود ۲۵ دقیقه بود و در اکتبر ۲۰۰۸ به صورت آزمایشی از کانال کودکان تلویزیون مرکزی چین و در آگوست ۲۰۰۹ از کانال درام تلویزیونیِ تلویزیون مرکزی چین (در ۲۶ قسمت ۵۰ دقیقه‌ای) پخش شد. این انیمه به اولین انیمهٔ سریالی پخش شده، از زمان تأسیس کانال تلویزیونی، تبدیل شد. هنگام نمایش در ژاپن، عنوان مجموعه به «افسانهٔ نیرومندترین فرماندهٔ نظامی: عاشقانهٔ سه امپراطوری» تغییر یافت و از ۴ آوریل ۲۰۱۰ از تلویزیون توکیو نت پخش شد. همچنین زمان پخش در تایوان (توسط تلویزیون چین) ۹ اوت ۲۰۱۰ اعلام شد.

## هزینهٔ تولید
ساخت مجموعه با مبلغ ۶۵۰ میلیون ین ژاپن (۷٫۸ میلیون دلار آمریکا) صورت گرفت.